# Димитров, Сава
Са́ва Димитро́в (болг. Сава Димитров; 19 октября 1919, Попово — 26 августа 2008, София) — болгарский кларнетист и музыкальный педагог.
Учился в Софийской музыкальной академии, консерваториях Праги и Брно. Преподавал в Государственной музыкальной академии имени Владигерова, в 1960-е годы — её ректор. Автор педагогических методик, опубликованных, помимо Болгарии, в США, Германии, СССР, на Кубе. Среди его учеников, в частности, Петко Радев.